# Turnover (basket-ball)
Pour l’article homonyme, voir Turnover.

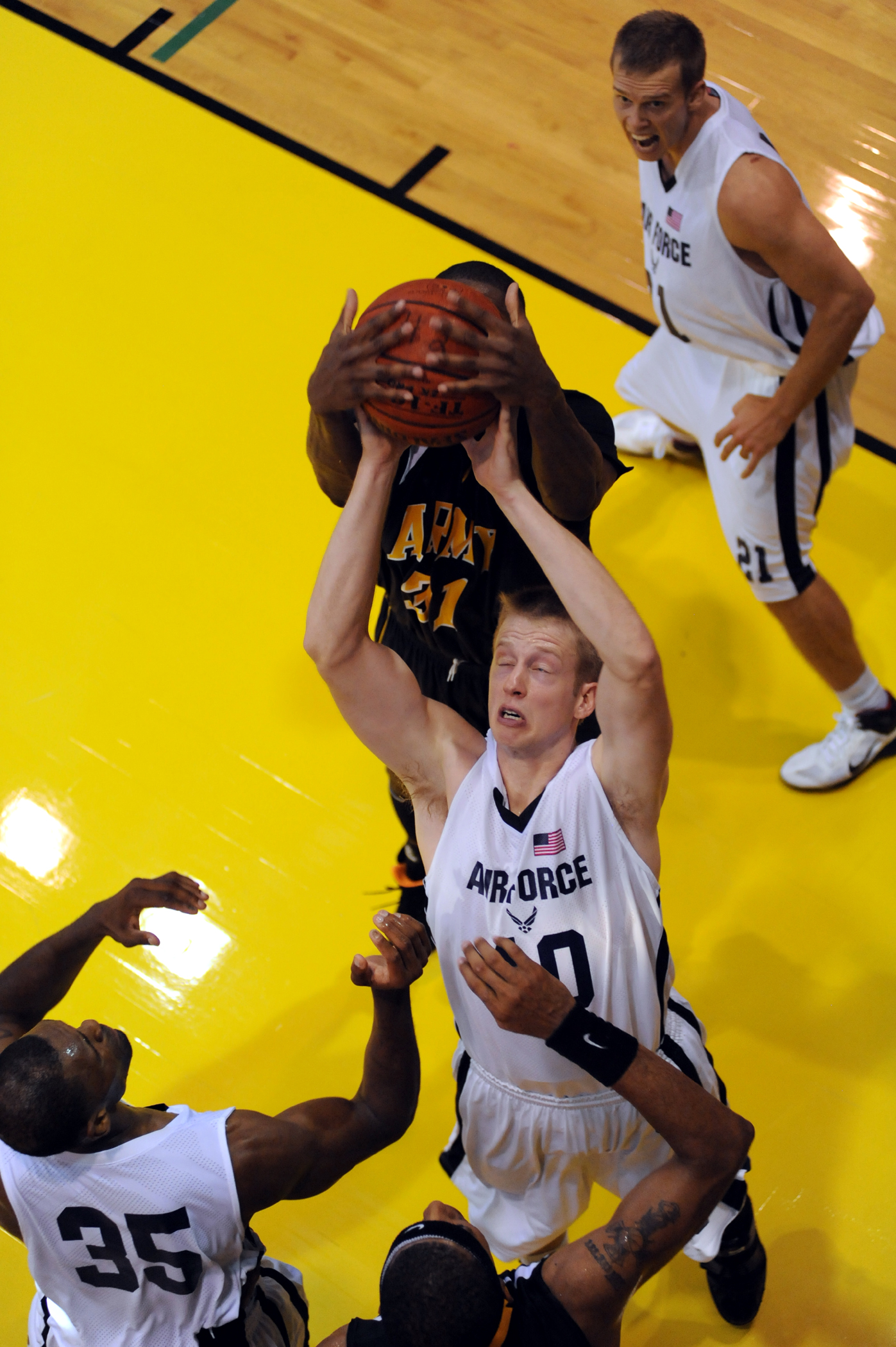
À la suite d'un rebond, les joueurs se disputent le ballon.

En basket-ball, un turnover (TO) se produit lorsqu'un joueur d'une équipe perd le ballon au profit de l'autre équipe. Cela peut être le résultat d'une mauvaise passe interceptée (steal), d'une sortie de ballon, d'une violation (marcher, reprise de dribble, retour en zone, etc.), ou d'une faute offensive (passage en force, écran mobile). On parle, en français, d'une perte de balle ou d'un ballon perdu.
Certains joueurs sont connus pour commettre énormément de turnovers (autrement dit, ils perdent souvent le ballon). Pour certains joueurs, la cause est une mauvaise vision du jeu ou des problèmes de concentration. Pour d'autres, c'est le fait d'avoir très souvent le ballon ou de chercher sans cesse à faire la passe. Beaucoup de bons joueurs perdent régulièrement la balle, justement parce qu'ils l'ont souvent. Des joueurs très actifs comme Allen Iverson ou Steve Nash font partie des leaders dans la catégorie des turnovers. Un autre exemple est le multiple-MVP LeBron James, qui est le joueur ayant perdu le plus de ballons dans toute l'histoire de la NBA.